# Bohuňov
Bohuňov (deutsch Bohuniow, auch Bohunow) ist eine Gemeinde in Tschechien. Sie liegt sechs Kilometer nordwestlich von Bystřice nad Pernštejnem und gehört zum Okres Žďár nad Sázavou.

## Geographie
Bohuňov befindet sich im Südosten der Saarer Berge. Das Dorf liegt linksseitig der Bystřice an deren Zufluss Bohuňovský potok. Nördlich erhebt sich die Pletenice (734 m), im Osten der Kříb (704 m) und nordwestlich der Kopec (645 m). Westlich von Bohuňov liegt der Skalský rybník (Skallateich), im Süden der Domanínský rybník (Großer Domaniner Teich).
Nachbarorte sind Lísek und Velké Janovice im Norden, Janovičky im Osten, Ždánice und Domanín im Südosten, Rozsochy und Kundratice im Süden, Rovné im Südwesten, Skalský Dvůr und Vojtěchov im Westen sowie Lhota im Nordwesten.

## Geschichte
Die erste urkundliche Erwähnung des Dorfes erfolgte im Jahre 1384. Besitzer von Bohuňov wurden im 15. Jahrhundert die Herren von Pernstein und das Dorf wurde Teil der Herrschaft Bystřice nad Pernštejnem. Bohuňov war Sitz eine Richters. In der zweiten Hälfte des 17. Jahrhunderts begann der Anbau von Flachs. Die Herren Mitrovský von Nemyšl erwarben in der ersten Hälfte des 18. Jahrhunderts die Bystřicer Herrschaft zusammen mit der Burg Pernštejn und dem Schloss Dolní Rožínka.
Nach der Aufhebung der Patrimonialherrschaften bildete Bohuňov ab 1850 eine Gemeinde im Bezirk Neustadtl. 1908 wurde ein neues Schulhaus eingeweiht. 1949 kam die Gemeinde zum Okres Bystřice nad Pernštejnem. Im Jahre 1950 entstand die Straße nach Domanín. 1961 erfolgte die Eingemeindung von Janovičky und die Gemeinde kam zum Okres Žďár nad Sázavou. Bohuňov und Janovičky gehörten von 1979 bis 1990 als Ortsteile zu Lísek. Seit 2000 führt die Gemeinde ein Banner und Wappen. Auf letzterem wird die hl. Barbara dargestellt.
Zum Jahresbeginn 2008 hatte der Ortsteil Bohuňov 194 und Janovičky 48 Einwohner.

## Ortsgliederung
Die Gemeinde Bohuňov besteht aus den Ortsteilen Bohuňov (Bohuniow) und Janovičky (Klein Janowitz), die zugleich auch Katastralbezirke bilden.

## Sehenswürdigkeiten
- Kapelle des hl. Kyrill und Method aus dem Jahre 1840
- Betsäule von 1739, am Feldweg von Bohuňov zur Bystřice
- Sühnekreuz bei Janovičky, 2006 aufgefunden und 2007 aufgerichtet
- Steinernes Kreuz am Dorfplatz von Janovičky, errichtet 1861
- hölzerner Glockenturm am Dorfplatz von Janovičky, erbaut 1999
- Teich Skalský rybník, am Skalský Dvůr, Erholungsgebiet
- Teich Domanínský rybník, Erholungsgebiet

## Persönlichkeiten
- Josef Věromír Pleva (1899–1985), der später Schriftsteller war 1925/26 Lehrer in Bohuňov